# José de Ribera
Jusepe de Ribera (12. siječnja 1591. – 2. rujna 1652.) bio je španjolsko-talijanski slikar. Ribera je rođen nedaleko od Valencije, ali je uglavnom djelovao u Napulju, koji je u to doba pripadao Španjolskoj. Njegovo slike su obično prožete atmosferom i tipičnim renesansnim stilom. Njegova najpoznatija djela se danas mogu vijdeti u muzeju Prado.